# アンダークラス・ヒーロー
『アンダークラス・ヒーロー』（Underclass Hero）は、2007年に発売されたSum 41の4thアルバム。

## 概要
前作から2年10ヶ月ぶりのアルバム。デイヴ・バクシュが脱退して初めてのアルバムとなった。
また通常版とJapan Tour EditionとLimited Editionの3種類が出ており、Japan Tour Editionにはライブ音源2曲とアルバムメイキングビデオ、「Underclass Hero」と「Walking Disaster」のPV、2曲のライブ映像が入っており、Limited Editionには「Underclass Hero」と「Pieces」のPV、ライブ映像4曲、ロード・トゥ・レインのエピソード1〜3と10が入っている。

## 収録曲
1. Underclass Hero
2. Walking Disaster
3. Speak of the Devil
4. Dear Father
5. Count Your Last Blessings
6. Ma Poubelle
7. March of the Dogs
8. The Jester
9. With Me
10. Pull the Curtain
11. King of Contradiction
12. Best of Me
13. Confusion and Frustration in Modern Times
14. So Long Goodbye
15. No Apologies(日本語版ボーナストラック)
16. This Is Goodbye(日本語版ボーナストラック)
17. Walking Disaster (Live)　(Japan Tour Editionに収録)
18. Count Your Last Blessings (Live) (Japan Tour Editionに収録)
19. Look At Me(US版 隠しトラック)